# Борова (Туринський міський округ)
Борова́ (рос. Боровая) — присілок у складі Туринського міського округу Свердловської області.
Населення — 69 осіб (2010, 58 у 2002).
Національний склад населення станом на 2002 рік: росіяни — 97 %.